# Summit (Dacota do Sul)
Summit é uma cidade  localizada no estado norte-americano de Dacota do Sul, no Condado de Roberts.

## Demografia
Segundo o censo norte-americano de 2000, a sua população era de 281 habitantes.
Em 2006, foi estimada uma população de 270, um decréscimo de 11 (-3.9%).

## Geografia
De acordo com o United States Census Bureau tem uma área de
1,0 km², dos quais 1,0 km² cobertos por terra e 0,0 km² cobertos por água. Summit localiza-se a aproximadamente 614 m acima do nível do mar.

## Localidades na vizinhança
O diagrama seguinte representa as localidades num raio de 24 km ao redor de Summit.